# Démétrios Triclinios
Démétrios Triclinios (en latin Demetrius Triclinius) est un philologue byzantin né à Thessalonique vers 1280, mort vers 1340. Il est l'une des figures de proue de la Renaissance humaniste qui eut lieu à Byzance sous le règne d'Andronic II.

## Biographie
Il enseigna longtemps à Thessalonique comme Thomas Magistros dont il fut sans doute le disciple. Mais il collabora aussi avec Maxime Planude à Constantinople et fut un temps membre de son équipe d’assistants. L’essentiel de son œuvre a été l’établissement d’éditions corrigées et commentées de poètes grecs de l’Antiquité, principalement : Hésiode, Pindare, les tragiques Eschyle, Sophocle et Euripide, le comique Aristophane, Théocrite, et Babrius. Il se distingue parmi les éditeurs de l’époque par son souci permanent de rassembler l’œuvre complète de chaque auteur. Le philologue allemand Ulrich von Wilamowitz-Moellendorff a appelé Triclinios le premier éditeur critique moderne des tragiques grecs.
Démétrios Triclinios fut un pionnier dans sa tentative de corriger les textes poétiques légués par la tradition en étudiant l'ancienne métrique, largement incomprise des savants byzantins des siècles précédents, ce qui avait pu occasionner une corruption des textes. Malheureusement, Triclinios n'eut pas vraiment accès à l’essentiel des travaux antiques en la matière (Aristophane de Byzance, Aristarque de Samothrace et leurs disciples) et il dut se limiter au bref résumé du Manuel de métrique d'Héphestion d'Alexandrie qui a été conservé ; tardivement, il put aussi consulter les scolies métriques d’Héliodore accompagnant certaines comédies d’Aristophane. Mais en raison de son manque de maîtrise du sujet, les corrections qu’il propose en se fondant sur la scansion des vers (notamment dans les parties chorales des pièces de théâtre) ont souvent été rejetées par les savants modernes. 

## Études
- Concernant Hésiode, l’autographe Marc. gr. 464 de son édition complète, réalisée entre 1316 et 1319, et une version un peu antérieure pour Les travaux et les jours dans le Laur. 32.2, copié pour Triclinios. Le Marc. gr. 464 est l’un de ses chefs-d'œuvre, avec un recueil minutieux de toute la tradition des scholies antiques et médiévales, leur classement et leur synthèse.

- Pour Pindare, le Laur. 32.52, daté environ de 1320, est le codex le plus complet qui soit conservé et c'est un manuscrit triclinien ; le Laur. Conv. Soppr. 94, un peu plus tardif et moins complet, est annoté par Triclinios (notes ajoutées à celles de Thomas Magistros). Il a fait précéder chaque Ode d'une introduction sur sa métrique.

- Pour Eschyle, nous devons à Triclinios la reconstitution du texte entier d’Agamemnon et des Euménides, par collation de textes fragmentaires. Il a édité cinq des sept tragédies conservés - à l'exclusion des Suppliantes et des Choéphores - avec une première version, datant d'environ 1320, conservée dans le Laur. 31.8, et la version finale, datant d'environ 1330, dans le Neap. II. F. 31, qui est un autographe.

- Pour Euripide, Triclinios est crédité d'avoir redécouvert et remis en circulation neuf des dix-neuf pièces conservées (Hélène, Électre, La Folie d'Héraclès, Les Héraclides, Les Suppliantes, Iphigénie à Aulis, Iphigénie en Tauride, Ion et Le Cyclope) et d'autre part Les Bacchantes n'ont été transmises que dans ses éditions. Sa première édition complète, datant de 1317, est conservée dans le Laur. 32.2. Ce manuscrit contient aussi six tragédies de Sophocle ; la septième conservée, Œdipe à Colone, ayant été ajoutée par Triclinios dans une édition postérieure, reconstituable par des manuscrits du XVe siècle, et qui a été la principale source des premières éditions imprimées de cet auteur. Son édition finale d'Euripide est dans l’Angelicus gr. 14, manuscrit autographe.

- L'édition triclinienne finale d'Aristophane comprend huit des onze pièces conservées[1] ; la sélection scolaire traditionnelle se limitait aux Nuées, aux Grenouilles et au Ploutos. Le meilleur témoin de cette édition est le manuscrit d'Oxford Holkham gr. 88, qui a appartenu à Guarino Veronese ; il contient aussi des textes de Triclinios sur la métrique. La même recension triclinienne a servi à la première édition imprimée d'Aristophane (par Alde Manuce, à Venise, en 1498, avec neuf pièces, et toutes les scholies de Triclinios).

- Pour Théocrite, Triclinios a donné l'édition la plus complète de l'époque paléologue, avec vingt-sept Idylles, édition représentée par le Paris. gr. 2832, qui vient d'un copiste de son équipe.

Contrairement à Planude, Triclinius ne s'est guère intéressé aux textes scientifiques, mais il est intervenu sur l'édition planudéenne de la Géographie de Ptolémée, et il a écrit un texte en astronomie sur les mouvements de la lune.